# Marrella
Marrella é um gênero de artrópode encontrado por Charles Doolittle Walcott no Folhelho Burgess. É o fóssil mais abundante do Folhelho. Apelidado erroneamente de "caranguejo rendado" por seu descobridor, Marrella foi um artrópode marinho que viveu no período cambriano.

## História
Walcott reconheceu que Marrella não parecia um trilobita convencional, porém o classificou como tal em 1912. Charles Shuchert discordou, dizendo que as brânquias não tinham semelhanças com as encontradas nos trilobitas. Posteriormente, Leif Størmer incluiu Marrela e diversos outros organismos de Burgess Shale como próximos dos trilobitas, em uma classe chamada Trilobitoidea que junto com a classe Trilobita formavam o subfilo Trilobitomorpha. Atualmente, Marrella e outros animais similares são considerados uma classe distinta chamada Marrellomorpha.

## Morfologia
Este organismo possuía dois pares de antenas pré-orais e uma carapaça na cabeça com dois espinhos voltados para trás. Após a cabeça, encontravam-se 24 a 26 segmentos corporais birrêmes terminando em um minúsculo télson na extremidade posterior. Os apêndices do lado interno do corpo eram suas pernas locomotoras e no lado externo suas brânquias. Media entre 2,5 a 19 mm.